# Ed Macauley
Charles Edward "Ed" Macauley (San Luis, Misuri, 22 de marzo de 1928 - San Luis, Misuri, 8 de noviembre de 2011) fue un jugador de baloncesto estadounidense, que disputó 10 temporadas en la NBA.

## Trayectoria deportiva

### Universidad
Asistió al instituto y a la Universidad de San Luis, donde su equipo ganó el campeonato NIT en 1948. Fue nombrado "AP Jugador del Año" en 1949.

### Profesional
Fue elegido en el Draft de la BAA de 1949 por St. Louis Bombers como elección territorial, jugando además en Boston Celtics y St. Louis Hawks. Fue nombrado MVP del primer All-Star Game de la historia de la liga, y fue seleccionado en el mejor quinteto del año en tres ocasiones consecutivas. En el segundo quinteto apareció una vez, en la 1953-54, misma temporada que lideró la NBA en porcentaje de tiros de campo. Su traspaso junto con Cliff Hagan trajo a Bill Russell a Boston Celtics. Macauley anotó 11.234 puntos en toda su carrera y entró en el Basketball Hall of Fame en 1960. Falleció a los 83 años de edad por causas naturales en su casa de San Luis, Misuri.

#### Estadísticas
|  | Denota temporadas en las que ganó un Campeonato de la NBA |
|  | Líder de la liga                                          |

##### Temporada regular
| Año      | Equipo    | PJ  | MPP  | %TC  | %TL  | RPP | APP | PPP  |
| -------- | --------- | --- | ---- | ---- | ---- | --- | --- | ---- |
| 1949–50  | St. Louis | 67  | –    | .398 | .718 | –   | 3.0 | 16.1 |
| 1950–51  | Boston    | 68  | –    | .466 | .759 | 9.1 | 3.7 | 20.4 |
| 1951–52  | Boston    | 66  | 39.9 | .432 | .799 | 8.0 | 3.5 | 19.2 |
| 1952–53  | Boston    | 69  | 42.1 | .452 | .750 | 9.1 | 4.1 | 20.3 |
| 1953–54  | Boston    | 71  | 39.3 | .486 | .758 | 8.0 | 3.8 | 18.9 |
| 1954–55  | Boston    | 71  | 38.1 | .424 | .792 | 8.5 | 3.9 | 17.6 |
| 1955–56  | Boston    | 71  | 33.2 | .422 | .794 | 5.9 | 3.0 | 17.5 |
| 1956–57  | St. Louis | 72  | 35.9 | .419 | .749 | 6.1 | 2.8 | 16.5 |
| 1957–58  | St. Louis | 72  | 26.5 | .428 | .724 | 6.6 | 2.0 | 14.2 |
| 1958–59  | St. Louis | 14  | 14.0 | .293 | .600 | 2.9 | 0.9 | 4.6  |
| Total    | Total     | 641 | 35.7 | .436 | .761 | 7.5 | 3.2 | 17.5 |
| All-Star | All-Star  | 7   | 22.0 | .387 | .854 | 4.6 | 2.6 | 11.9 |

##### Playoffs
| Año   | Equipo    | PJ | MPP  | %TC  | %TL  | RPP  | APP | PPP  |
| ----- | --------- | -- | ---- | ---- | ---- | ---- | --- | ---- |
| 1951  | Boston    | 2  | –    | .472 | .625 | 9.0  | 4.0 | 20.4 |
| 1952  | Boston    | 3  | 43.0 | .551 | .842 | 11.0 | 3.7 | 23.3 |
| 1953  | Boston    | 6  | 46.3 | .437 | .722 | 9.7  | 3.5 | 16.8 |
| 1954  | Boston    | 5  | 25.4 | .364 | .692 | 4.2  | 4.2 | 5.0  |
| 1955  | Boston    | 7  | 40.4 | .462 | .759 | 7.4  | 4.6 | 18.1 |
| 1956  | Boston    | 3  | 24.3 | .400 | .636 | 5.0  | 1.7 | 10.3 |
| 1957  | St. Louis | 10 | 29.7 | .404 | .730 | 6.2  | 2.2 | 14.2 |
| 1958  | St. Louis | 11 | 20.6 | .404 | .720 | 5.6  | 1.6 | 9.8  |
| Total | Total     | 47 | 31.4 | .437 | .729 | 6.8  | 2.9 | 13.8 |